# Leptogaster pumila
Leptogaster pumila är en tvåvingeart som först beskrevs av Macquart 1834.  Leptogaster pumila ingår i släktet Leptogaster och familjen rovflugor. Inga underarter finns listade i Catalogue of Life.